# Sudan i olympiska sommarspelen 1992
Sudan deltog i de olympiska sommarspelen 1992 med en trupp bestående av sex deltagare, men ingen av dessa erövrade någon medalj.

## Friidrott
Herrarnas 100 meter
- Adam Hassan Sakak
  - Heat — 11,12 (→ gick inte vidare)

Herrarnas längdhopp
- Khalid Mosa
  - Kval — 7,03 m (→ gick inte vidare)